# Рассвет (Егорлыкский район)
Рассве́т — хутор в Егорлыкском районе Ростовской области.
Входит в состав Роговского сельского поселения.

## География
Расположен на востоке Егорлыкского района, на его границе с Целинским районом. Около хутора находится исток реки Куго–Ея. Расстояние до станицы Егорлыкской — 14 км, до посёлка Роговского — 14 км.

## История
В августе 1963 года населенный пункт 2-го отделения совхоза «Роговский» переименован в Рассвет.

## Улицы
На хуторе имеется одна улица: Солнечная.

## Население
| 1989 | 2002 | 2010 |
| ---- | ---- | ---- |
| 314  | ↘307 | ↘270 |